# 2014-es magyar úszóbajnokság
A 2014-es magyar úszóbajnokságot – amely a 116. magyar bajnokság –, teljes nevén CXVI. Országos Bajnokság Széchy Tamás emlékére, július 16. és 19. között rendezték meg a Debreceni Sportuszodában.
Ennek az országos bajnokságnak megkülönböztetett rangot adott, hogy épp egy hónappal később, a nyílt vízi szakágban 2014. augusztus 13-án, a medencében pedig 2014. augusztus 18-án kezdődött a berlini úszó Európa-bajnokság, melyre az ob volt az utolsó válogató verseny.

## Eredmények

### Férfiak
| Versenyszám                              | Arany                                                            | Arany    | Ezüst                                                                      | Ezüst    | Bronz                                                                         | Bronz    |
| ---------------------------------------- | ---------------------------------------------------------------- | -------- | -------------------------------------------------------------------------- | -------- | ----------------------------------------------------------------------------- | -------- |
| 50 m gyorsúszás Döntő: július 17.        | Takács Krisztián Dunaferr–DVSI                                   | 22,23    | Kozma Dominik Kőbánya SC                                                   | 22,54    | Holoda Péter Hajdúszoboszlói Árpád SE                                         | 23,09    |
| 100 m gyorsúszás Döntő: július 19.       | Kozma Dominik Kőbánya SC                                         | 49,14    | Takács Krisztián Dunaferr–DVSI                                             | 49,68    | Holoda Péter Hajdúszoboszlói Árpád SE                                         | 49,72    |
| 200 m gyorsúszás Döntő: július 16.       | Kozma Dominik Kőbánya SC                                         | 1:47,71  | Bernek Péter Kőbánya SC                                                    | 1:49,78  | Verrasztó Dávid Jövő SC                                                       | 1:50,30  |
| 400 m gyorsúszás Döntő: július 17.       | Kis Gergő RÁJA '94                                               | 3:50,45  | Gyurta Gergely Újpest TE                                                   | 3:51,95  | Rákos Patrik Balaton ÚK Veszprém                                              | 3:54,71  |
| 800 m gyorsúszás Döntő: július 16.       | Gyurta Gergely Újpest TE                                         | 7:51,90  | Kis Gergő RÁJA '94                                                         | 7:58,35  | Rákos Patrik Balaton ÚK Veszprém                                              | 8:11,99  |
| 1500 m gyorsúszás Döntő: július 18.      | Gyurta Gergely Újpest TE                                         | 14:57,44 | Kis Gergő RÁJA '94                                                         | 15:26,53 | Rákos Patrik Balaton ÚK Veszprém                                              | 15:31,92 |
| 50 m hátúszás Döntő: július 16.          | Balog Gábor Dunaferr–DVSI                                        | 25,48    | Cseh László Kőbánya SC                                                     | 25,69    | Földházi Dávid Bácsvíz KVSC–Kesi                                              | 26,07    |
| 100 m hátúszás Döntő: július 19.         | Balog Gábor Dunaferr–DVSI                                        | 55,04    | Földházi Dávid Bácsvíz KVSC–Kesi                                           | 55,81    | Bernek Péter Kőbánya SC                                                       | 56,04    |
| 200 m hátúszás Döntő: július 17.         | Bernek Péter Kőbánya SC                                          | 1:56,42  | Balog Gábor Dunaferr–DVSI                                                  | 1:57,79  | Földházi Dávid Bácsvíz KVSC–Kesi                                              | 1:59,69  |
| 50 m mellúszás Döntő: július 18.         | Financsek Gábor Mohácsi TE                                       | 28,05    | Gyurta Dániel Újpesti TE                                                   | 28,30    | Tejes Péter Bácsvíz KVSC–Kesi                                                 | 28,88    |
| 100 m mellúszás Döntő: július 17.        | Gyurta Dániel Újpest TE                                          | 1:00,53  | Financsek Gábor Mohácsi TE                                                 | 1:02,17  | Tejes Péter Bácsvíz KVSC–Kesi                                                 | 1:02,65  |
| 200 m mellúszás Döntő: július 19.        | Gyurta Dániel Újpest TE                                          | 2:08,72  | Verrasztó Dávid Jövő SC                                                    | 2:12,36  | Horváth Dávid Kőbánya SC                                                      | 2:15,97  |
| 50 m pillangóúszás Döntő: július 19.     | Cseh László Kőbánya SC                                           | 24,05    | Pulai Bence Kőbánya SC                                                     | 24,23    | Holoda Péter Hajdúszoboszlói Árpád SE                                         | 24,33    |
| 100 m pillangóúszás Döntő: július 17.    | Cseh László Kőbánya SC                                           | 52,43    | Pulai Bence Kőbánya SC                                                     | 52,69    | Biczó Bence Debreceni Sportcentrum–SI                                         | 53,98    |
| 200 m pillangóúszás Döntő: július 18.    | Kenderesi Tamás Pécs                                             | 1:56,31  | Biczó Bence Debreceni Sportcentrum–SI                                      | 1:56,40  | Cseh László Kőbánya SC                                                        | 1:57,01  |
| 200 m vegyes úszás Döntő: július 19.     | Cseh László Kőbánya SC                                           | 2:00,69  | Bernek Péter Kőbánya SC                                                    | 2:01,80  | Nagy Péter Vasas SC                                                           | 2:03,43  |
| 400 m vegyes úszás Döntő: július 16.     | Gyurta Gergely Újpest TE                                         | 4:18,29  | Szabó Norbert Kőbánya SC                                                   | 4:24,68  | Szána Zsombor Vasas SC                                                        | 4:27,10  |
| 4 × 100 m gyorsváltó Döntő: július 16.   | Kőbánya SC Kozma Dominik Pulai Bence Bernek Péter Cseh László    | 3:23,76  | A Jövő SC Gyárfás Bence Papp Márk Bátka Bálint Verrasztó Dávid             | 3:28,47  | Dunaferr–DVSI Takács Krisztián Simon Dávid Dort Bence Balog Gábor             | 3:29,06  |
| 4 × 200 m gyorsváltó Döntő: július 17.   | Kőbánya SC Cseh László Pulai Bence Kozma Dominik Bernek Péter    | 7:33,87  | Budafóka XXII SE Mészáros Márk Székelyi Dániel Bujtor Dávid Márton Richárd | 7:38,64  | Százhalombattai VUK SE Hegedűs Márton Osváth Artúr Csankó Ákos Grátz Benjámin | 7:46,06  |
| 4 × 100 m vegyes váltó Döntő: július 19. | Kőbánya SC Gorcsa Olivér Horváth Dávid Pulai Bence Kozma Dominik | 3:44,29  | A Jövő SC Papp Márk Verrasztó Dávid Bátka Bálint Gyárfás Bence             | 3:46,35  | KVSC-KESI Buda Lajos Tejes Péter Földházi Dávid Noel Kristóf                  | 3:49,32  |

### Nők
| Versenyszám                              | Arany                                                                              | Arany    | Ezüst                                                               | Ezüst    | Bronz                                                                     | Bronz    |
| ---------------------------------------- | ---------------------------------------------------------------------------------- | -------- | ------------------------------------------------------------------- | -------- | ------------------------------------------------------------------------- | -------- |
| 50 m gyorsúszás Döntő: július 19.        | Molnár Flóra Délzalai Vízmű                                                        | 25,63    | Hosszú Katinka Vasas SC                                             | 26,10    | Jakabos Zsuzsanna Győri UE                                                | 26,14    |
| 100 m gyorsúszás Döntő: július 17.       | Hosszú Katinka Vasas SC                                                            | 54,97    | Jakabos Zsuzsanna Győri UE                                          | 56,32    | Sánta Adrienn Pécs                                                        | 57,05    |
| 200 m gyorsúszás Döntő: július 19.       | Hosszú Katinka Vasas SC                                                            | 1:56,74  | Kapás Boglárka BVSC Zugló                                           | 1:59,54  | Késely Ajna Kőbánya SC                                                    | 2:02,70  |
| 400 m gyorsúszás Döntő: július 18.       | Kapás Boglárka BVSC Zugló                                                          | 4:06,55  | Hosszú Katinka Vasas SC                                             | 4:06,81  | Szilágyi Liliána Kőbánya SC                                               | 4:18,27  |
| 800 m gyorsúszás Döntő: július 17.       | Kapás Boglárka BVSC Zugló                                                          | 8:28,54  | Risztov Éva Debreceni Sportcentrum                                  | 8:36,91  | Hosszú Katinka Vasas SC                                                   | 8:38,08  |
| 1500 m gyorsúszás Döntő: július 19.      | Kapás Boglárka BVSC Zugló                                                          | 16:19,47 | Risztov Éva Debreceni Sportcentrum                                  | 16:32,79 | Szilágyi Nikolett Debreceni Sportcentrum                                  | 16:50,92 |
| 50 m hátúszás Döntő: július 18.          | Hosszú Katinka Vasas SC                                                            | 28,78    | Verrasztó Evelyn A Jövő SC                                          | 29,73    | Joó Sára A Jövő SC                                                        | 29,81    |
| 100 m hátúszás Döntő: július 17.         | Hosszú Katinka Vasas SC                                                            | 1:00,83  | Joó Sára A Jövő SC                                                  | 1:03,42  | Matyasovszky Dalma Zalavíz UK                                             | 1:03,42  |
| 200 m hátúszás Döntő: július 19.         | Hosszú Katinka Vasas SC                                                            | 2:12,04  | Burián Katalin Újpesti TE                                           | 2:13,73  | Matyasovszky Dalma Zalavíz UK                                             | 2:14,62  |
| 50 m mellúszás Döntő: július 16.         | Sztankovics Anna Újpest TE                                                         | 31,92    | Hosszú Katinka Vasas SC                                             | 32,88    | Sebestyén Dalma Hullám 91 UE                                              | 33,20    |
| 100 m mellúszás Döntő: július 19.        | Sztankovics Anna Újpest TE                                                         | 1:09,26  | Hosszú Katinka Vasas SC                                             | 1:11,32  | Sebestyén Dalma Hullám 91 UE                                              | 1:11,73  |
| 200 m mellúszás Döntő: július 17.        | Sztankovics Anna Újpest TE                                                         | 2:28,19  | Hosszú Katinka Vasas SC                                             | 2:31,53  | Sebestyén Dalma Hullám 91 UE                                              | 2:32,83  |
| 50 m pillangóúszás Döntő: július 17.     | Verrasztó Evelyn A Jövő SC                                                         | 26,90    | Szilágyi Liliána Kőbánya SC                                         | 27,04    | Hosszú Katinka Vasas SC                                                   | 27,91    |
| 100 m pillangóúszás Döntő: július 19.    | Verrasztó Evelyn A Jövő SC                                                         | 58,42    | Szilágyi Liliána Kőbánya SC                                         | 58,90    | Hosszú Katinka Vasas SC                                                   | 59,65    |
| 200 m pillangóúszás Döntő: július 16.    | Hosszú Katinka Vasas SC                                                            | 2:08,29  | Verrasztó Evelyn A Jövő SC                                          | 2:08,33  | Szilágyi Liliána Kőbánya SC                                               | 2:08,37  |
| 200 m vegyes úszás Döntő: július 19.     | Hosszú Katinka Vasas SC                                                            | 2:14,05  | György Réka TFSE                                                    | 2:15,05  | Sebestyén Dalma Hullám 91 UE                                              | 2:17,44  |
| 400 m vegyes úszás Döntő: július 16.     | Hosszú Katinka Vasas SC                                                            | 4:40,86  | György Réka TFSE                                                    | 4:42,43  | Szekeres Dorina Zalavíz ÚK                                                | 4:47,73  |
| 4 × 100 m gyorsváltó Döntő: július 18.   | BVSC Zugló Böszörményi Bettina Kardos Viktória Böszörményi Borbála Kapás Boglárka  | 3:50,02  | Vasas SC Hosszú Katinka Dara Eszter Ferenczi Fanni Márka Adrienn    | 3:50,35  | Kőbánya SC Szilágyi Liliána Késely Ajna Illés Fanni Orosz Viktória        | 3:53,43  |
| 4 × 200 m gyorsváltó Döntő: július 16.   | BVSC Zugló Böszörményi Bettina Böszörményi Borbála Zombai Annamária Kapás Boglárka | 8:19,89  | Kőbánya SC Szilágyi Liliána Késely Ajna Orosz Viktória Illés Fanni  | 8:21,00  | Vasas SC Hosszú Katinka Ferenczi Fanni Slezák Vivien Márka Adrienn        | 8:27,31  |
| 4 × 100 m vegyes váltó Döntő: július 19. | Újpesti TE Burián Katalin Sztankovics Anna Ilyés Laura Vanda Gyurinovics Fanni     | 4:15,53  | Kőbánya SC Lukács Evelyn Kertész Tímea Szilágyi Liliána Késely Ajna | 4:15,91  | BVSC Zugló Böszörményi Bettina Kardos Viktória Fodor Flóra Kapás Boglárka | 4:17,36  |

### Vegyes
| Versenyszám                              | Arany                                                              | Arany   | Ezüst                                                              | Ezüst   | Bronz                                                                     | Bronz   |
| ---------------------------------------- | ------------------------------------------------------------------ | ------- | ------------------------------------------------------------------ | ------- | ------------------------------------------------------------------------- | ------- |
| 4 × 100 m gyorsváltó Döntő: július 18.   | Kőbánya SC Kozma Dominik Bernek Péter Késely Ajna Szilágyi Liliána | 3:35,15 | Vasas SC Lavotha Oszkár Márka Adrienn Szána Zsombor Hosszú Katinka | 3:39,90 | Budafóka XXII SE Mészáros Márk Kurucz Zsuzsanna Kurdi Zsófia Bujtor Dávid | 3:42,24 |
| 4 × 100 m vegyes váltó Döntő: július 17. | Kőbánya SC Telegdy Ádám Horváth Dávid Szilágyi Liliána Késely Ajna | 3:58,52 | Vasas SC Nagy Péter Pecz Réka Szána Zsombor Hosszú Katinka         | 4:02,68 | BVSC Zugló Boldizsár Valter Gercsák Tamás Fodor Flóra Böszörményi Borbála | 4:06,15 |

## Csúcsok
A bajnokság során az alábbi csúcsok születtek:
|  |